# Estadio Parque Salus
El Parque Salus es una cancha de fútbol de la ciudad de Montevideo en el barrio Nuevo París, ubicado en la esquina de Dr. Carlos María de Pena y Yugoeslavia donde hace de local el Salus Football Club equipo que actúa en la Primera División Amateur, tercera categoría del fútbol Uruguayo.

## Tablado en el Salus
Durante el verano cuando se lleva a cabo el carnaval se realiza tablado en la sede social de Salus FC los días viernes, sábados y domingos.